# Kim Hye-ri
Kim Hye-ri (김혜리?; 25 giugno 1990) è una calciatrice sudcoreana, difensore dello Hyundai Red Angels e della nazionale sudcoreana.

## Carriera

### Club
Kim sottoscrive un accordo con lo Hyundai Red Angels dal 2014, disputando la WK League, massimo livello del campionato sudcoreano femminile di calcio, e condividendo con le compagne stagioni ai massimi livelli, conquistando con il club di Incheon, al 2021, otto titoli nazionali consecutivi.

### Nazionale
Nel 2019 partecipa al mondiale con la nazionale sudcoreana.

## Palmarès

### Club
- Campionato sudcoreano: 8

Hyundai Red Angels: 2014, 2015, 2016, 2017, 2018, 2019, 2020, 2021